# 嘉宁
嘉宁（346年十月—347年三月）是十六国时期成汉政权汉末主李势的第二个年号，共计2年。这也是成汉政权的最后一个年号。
347年三月李势被东晋桓温俘虏，成汉灭亡。

## 纪年
| 嘉宁 | 元年  | 二年  |
| ---- | ----- | ----- |
| 公元 | 346年 | 347年 |
| 干支 | 丙午  | 丁未  |

## 同期存在的其他政权年号
- 中國
  - 建元（343年-344年）：东晋皇帝晉康帝司馬岳的年号
  - 永和（345年-356年）：东晋皇帝晉穆帝司馬聃的年号
  - 建兴：前凉政权年号
  - 建武（335年-348年）：后赵政权石虎年号
  - 建国（338年十一月-376年）：代政权拓跋什翼犍年号

## 参見
- 中國年號索引

| 前一年號： 太和 | 成漢年號 346年—347年 | 下一年號： -- |